# منتخب تركيا لهوكي الجليد
منتخب تركيا الوطني لهوكي الجليد هو منتخب وطني يمثل تركيا في منافسات هوكي الجليد الدولية، بدأ منافساته في سنة 1992، نافس في بطولة العالم لهوكي الجليد 15 مرة، يحتل حالياً التصنيف السابع والثلاثين على العالم.